# Tom Brier

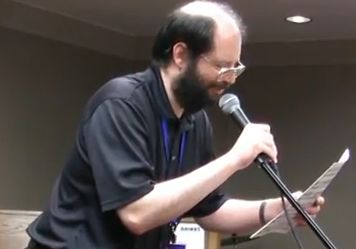
Tom Brier

Tom Brier (* 3. Oktober 1971 in Oakdale, Kalifornien, USA) ist ein US-amerikanischer Ragtime-Pianist und Komponist.

## Kindheit und Jugend
Tom Brier wurde am 3. Oktober 1971 in Oakdale, Kalifornien, in der Bauerngemeinde Great Central Valley südlich von Sacramento geboren. Brier war vier Jahre alt, als seine Eltern ihm ein Klavier kauften. Im Alter von fünf Jahren begann Brier unter Anleitung eines örtlichen Lehrers mit dem Unterricht.
Nach der High School studierte Brier Informatik an Turlock State University in Turlock und schloss sein Studium 1993 mit einem Bachelor-Abschluss ab. Seitdem arbeitet er in Sacramento als Programmierer und Designer für den Landkreis. Neben seiner Arbeit hat er Klavierstücke komponiert und bei vielen Musikveranstaltungen gespielt.

## Musikalische Karriere
1985 weckte Brier das Interesse von Larry Applegate, Präsident der Sacramento Ragtag Association. Brier wurde zu Verbandsversammlungen eingeladen und trat dort auf. Briers Interpretationen der als aggressiv bezeichneten Klassiker der Ragtime-Musik, erregten öffentliche Aufmerksamkeit. Insbesondere erhielt er Anerkennung für seine fundierten Kenntnisse der verschiedenen Genres der frühen Ragtime-Musik.
Brier trat hauptsächlich bei Musikveranstaltungen auf, die der Ragtime-Musik an der Westküste der USA gewidmet waren. Zum Beispiel trat er 1989 zum ersten Mal beim West Coast Ragtime Festival auf. Er hat unter anderem Konzerte in Sedalia Columbia, Missouri, Phoenix, Arizona und Indianapolis gegeben.
Brier komponierte 1982 im Alter von 11 Jahren seine erste Ragtime-Komposition „Pine Cone Rag“. Bis 2006 hatte er mehr als 150 Kompositionen komponiert. Seitdem er über 200 Kompositionen produziert. Etwa 100 davon sind Ragtime-Songs. Briers Produktion deckt eine breite Palette verschiedener Subgenres der Ragtime-Musik und eng verwandter Musikstile ab (einschließlich klassischer Ragtime, Schrittklavier, Foxtrott und neuartiges Klavier). Er hat auch mit vielen Ragtime-Komponisten zusammengearbeitet (darunter Eric Marchese, Neil Blaze, Gil Lieberknecht, Kathi Backus und Ron O'Dell). Bei YouTube ist Brier insbesondere bekannt geworden durch direkt vom Notenblatt abgelesene Ragtime-Arrangements verschiedener Lieder aus berühmten Videospiel-Klassikern wie Super Mario mit mehreren Millionen Aufrufen.
2023 wurde Brier der Ragtime Outstanding Achievement Award von der Scott Joplin International Ragtime Foundation verliehen.

## Unfall
Brier war am 6. August 2016 in einen Autounfall verwickelt, bei dem ein von hinten kommender Lastwagen sein Auto zerschmetterte und ihn gegen ein anderes Fahrzeug drückte. Danach befand er sich für zweieinhalb Monate im Koma, später verbrachte er vier Jahre in einem Pflegeheim, in dem er so gut behandelt wurde, dass er seitdem von seiner Familie gepflegt werden kann. Er verlor die Fähigkeit zu laufen, schreiben, reden, Klavier zu spielen oder zu komponieren.

## Aufnahmen
Tom Brier hat acht Alben veröffentlicht, eines davon mit Nan Bostick.
- Rising Star (1994)
- Generic (1997)
- Pianola (2000)
- Dualing at the McCoys (2002) – pianoduettoja Nan Bostickin kanssa
- Skeletons (2003)
- Rewind (2006)
- Blue Sahara (2009)
- Constellations (2012)